# Еколого-геологічне районування
Еколого-геологічне районування — це поділ території на географічні та екологічні райони на основі геологічних характеристик, природних умов і антропогенних впливів. Це дає змогу розподілити території за рівнем їх придатності для різних видів господарської діяльності, а також за ступенем їх вразливості до природних чи техногенних катастроф.
Мета еколого-геологічного районування:
- Оцінка ступеня техногенного впливу: Для виділення територій, де можна проводити інтенсивне будівництво чи видобуток, а також для визначення територій, де ці види діяльності можуть бути небезпечними для екології.
- Розробка рекомендацій для розміщення інфраструктури: Наприклад, визначення місць для будівництва доріг, промислових об'єктів, що не шкодять природним процесам.
- Планування природоохоронних заходів: Виявлення зон, які потребують спеціального режиму охорони, таких як природні резервати, водозахисні зони тощо.

## Приклад використання районування:
- Районування для видобутку корисних копалин: Під час видобутку корисних копалин, як-от вугілля або газу, проводиться районування для визначення зони видобутку, що мінімізує екологічний вплив.
- Районування зон потенційних зсувів та підтоплень: Виділення територій, де ймовірність виникнення зсувів та підтоплень висока, що дозволяє уникати будівництва в цих зонах.

## Взаємозв'язок між моделюванням, картуванням і районуванням:
- Моделювання допомагає прогнозувати можливі зміни в геологічному середовищі внаслідок техногенної діяльності або природних катастроф.
- Картування візуалізує ці зміни, надаючи важливу інформацію для прийняття рішень щодо управління природними ресурсами та розташування об'єктів.
- Районування дозволяє класифікувати території за екологічними та геологічними характеристиками, визначаючи, де можна вести господарську діяльність, а де це заборонено або потрібно обмежити.